# 1999 (pivo)
1999 je pivo vyráběné brazilským pivovarem Cervejaria Baden Baden, prvně uvařené v roce 2004.

## Historie
Pivo 1999 je ale britského typu, vařené od roku 2004. Tento druh piva je v Jižní Americe velmi vzácný a o to víc úspěšný. Voní po ječném sladu, doplněném o vůni karamelu a dřeva. Doporučováno je jako doplněk k červenému i bílému masu. Tvůrcem piva je německý sládek Otto Siegfried Dummes.
Pivo obsahuje 5,2 % alkoholu a ideální teplotou konzumace je 8 °C.